# Gastrodia appendiculata
Gastrodia appendiculata är en orkidéart som beskrevs av C.S.Leou och N.J.Chung. Gastrodia appendiculata ingår i släktet Gastrodia och familjen orkidéer. Inga underarter finns listade i Catalogue of Life.